# Setsuwa
 (juin 2023).
Le setsuwa (説話) est un type de récit apparu au Japon, au début de l'ère Heian, qui désigne une anecdote appuyant son bien-fondé sur la prétendue véracité ou historicité des faits (ce qui exclut la traduction du terme par « conte »). Souvent utilisés pour illustrer la loi bouddhique, ils ont été de ce fait comparés aux exempla occidentaux. Le premier recueil de setsuwa est le Nihon ryōiki (dont la rédaction se situerait entre 787 et 822).
Setsuwa est un terme apparu tard (Meiji) et il a donné naissance à la dénomination de setsuwa bungaku (説話文学, littérature de style setsuwa).

## Origine dusetsuwa
Cette littérature, d'origine bouddhique, provient de l'Inde (littérature traduite en chinois). La Chine a ensuite produit ses propres œuvres à la fin des Han, durant les Six Dynasties (elles étaient alors appelées xiao shuo, en japonais : shōsetsu) et sous les Tang (chuan qi, japonais : denki et appelés ensuite shuo hua). Les setsuwa ayant pour sujet l'Inde et la Chine étaient nombreux au Japon.
On utilise aussi le terme setsuwashu (« compilation de récits édifiants ») pour désigner une grande variété de recueils anciens et médiévaux de contes ou de récits relativement courts, imprégnés d'éthique bouddhiste et visant à l'édification de leur public.

## Type desetsuwa
Le setsuwa se veut diamétralement opposé du monogatari classique, c’est-à-dire de type romanesque (bien que des ouvrages de setsuwa bungaku portent le nom de monogatari). Il se base, bien que souvent de manière fictive, sur l'historicité des faits. Certains setsuwa décrivaient des histoires « mondaines » tandis que d'autres, plus nombreuses, s'attachaient à promouvoir le dharma, la loi bouddhique.

## Recueils notables desetsuwa
- 787 à 822 : Nihon ryōiki, « Relation des choses miraculeuses et étranges du Japon »
- 984 : Sanbōe, « Peinture du triple joyau »
- 985 : Ōjō-den, « Vies de ceux qui sont partis renaître »
- 1104 à 1111 : Gōdan ou Gōdan-shō, « Livre des propos d'Ōe »
- Fin du XIe, début du XIIe siècle : Konjaku monogatari shū, « Recueil d'histoires qui sont maintenant du passé »
- 1210 : Uji shūi monogatari, « Récits recueillis en complément à ceux d'Uji »
- 1254 : Kokon chomon-jū, « Recueil d'histoires fameuses de jadis et d'aujourd'hui »
- 1283 : Shasekishū, « Collection de sable et de pierres »

### Traductions
- Jozef Kiburz (présentation du Nihon Ryôiki, avec une quarantaine d'histoires traduites), « chap. II,2 et II,3 », dans Hartmut O. Rotermund (dir.), Religions, croyance et traditions populaires du Japon, Paris, 2000, 540 p. (ISBN 978-8-706-81432-9), p. 137-140 (présentation); 141-186 et 217-220 (traductions)
- Ichien Mujû, Collection de sable et de pierres, traduction par Hartmut O. Rotermund de Shasekishû, Gallimard, coll. « Connaissance de l'Orient », no 49, 1979.
- Histoires qui sont maintenant du passé, traduction, introduction et commentaires par Bernard Frank, Paris, Gallimard, coll. « Connaissance de l'Orient », 2008 [1968], 336 p.  (ISBN 2-0707-0922-1).

### Études
- Jean-Jacques Origas, Dictionnaire de littérature japonaise, Éditions PUF  (ISBN 2-1305-0441-8).